# 賴祥蔚
賴祥蔚為台灣學者，現任國立臺灣藝術大學廣播電視學系專任教授，學術專長為言論自由、媒體經濟學、傳播政策。目前投入台灣歷史小說創作，發表多部短篇與長篇小說，賴和、蔣渭水、霧峰林家林文察都是筆下人物。

## 經歷
- 國立臺灣藝術大學廣播電視學系主任、應用媒體藝術研究所所長[2]
- 台灣民眾黨中評委
- 富邦金控獨立董事（北市府推薦）

## 著作

### 學術著作
- 《言論自由與真理追求：傳播思想史的考察與檢視》
- 《媒體發展與國家政策：從言論自由與新聞自由思考傳播產業與權利》
- 《廣播節目企劃與電台經營》
- 《公關計畫！：活用媒體曝光術》
- 《有效公關！：掌握公關活動》

### 編著
- 《傳播倫理與法規》
- 《人際傳播的理論與應用》
- 《廣電暨新興媒體寫作的理論與實務》

### 其它著作
2024《穿越臺灣趣歷史2》、《消失中的板橋老街》
2021《穿越臺灣趣歷史》
《台灣血皇帝》、《樂觀，就會成功》、《誰叫你讀博碩士！》、《學習High客》等。
發表多篇論文、評論、小說與散文
其中，《樂觀，就會成功》一書曾獲行政院新聞局2006年人文類「優良課外讀物」、《誰叫你讀博碩士！》一書則是經國家圖書館評選為「台灣出版Top1：2004年代表性圖書」。